# Đại lộ Saint-Michel
| Đại lộ Saint-Michel | Đại lộ Saint-Michel |
| ------------------- | ------------------- |
|                     |                     |
| Quận                | Quận 5, 6           |
| Bắt đầu             | Place Saint-Michel  |
| Kết thúc            | Place Ernest Denis  |
| Chiều dài           | 1380 m              |
| Chiều rộng          | 30 m                |
| Khánh thành         | 1855                |
| Đặt tên             | 26 tháng 2 năm 1867 |
|                     |                     |
|                     |                     |
|                     |                     |

Đại lộ Saint-Michel là một con phố nổi tiếng của Paris, ranh giới của Quận 5 và Quận 6. Bắt đầu từ cầu Saint-Michel và kéo dài tới đại lộ Observatoire, Saint-Michel thuộc khu phố La Tinh, tập trung nhiều sinh viên và khách du lịch. Đại lộ này còn được các sinh viên đặt cho biệt danh là Boul'Mich'.
| Métro Paris | Bến tàu điện ngầm: Saint-Michel hoặc Luxembourg |

## Đại lộ Saint-Michel
Đại lộ Saint-Michel dài 1380 mét, rộng trung bình 30 mét và hơi dốc lên theo hướng từ sông Seine tới vườn Luxembourg.
Quảng trường Saint-Michel ở đầu đại lộ tập trung đông đúc du khách. Khu phố đi bộ Huchette ở hai bên đại lộ Saint-Michel, nằm cạnh sông Seine, có rất nhiều nhà hàng, quán cà phê, quán bar. Đầu đại lộ cũng có sự hiện diện của nhiều cửa hàng sách, quần áo.
Đoạn tiếp theo, trên đại lộ có nhiều công trình quan trọng: Bảo tàng Trung cổ quốc gia, quảng trường nhỏ Sorbonne nơi có trụ sở của Đại học Panthéon-Sorbonne, trung học Saint-Louis, vườn Luxembourg, Trường Mỏ. Điện Panthéon nằm cách đại lộ Saint-Michel không xa.

## Lịch sử
Khu vực đại lộ Saint-Michel có một lịch sử lâu đời. Bảo tàng Trung cổ quốc gia nằm cạnh đại lộ vốn là một nhà tắm công cộng có từ thời Paris thuộc Đế chế La Mã và dinh thự Cluny được xây dựng từ thế kỷ 14.
Tới thế kỷ 19, khi Nam tước Haussmann cải tạo lại Paris, đại lộ Saint-Michel được quy hoạch đánh dấu trục Bắc-Nam bên tả ngạn. Tương tự là đại lộ Sébastopol bên hữu ngạn. Vì vậy đại lộ này còn được gọi "đại lộ Sébastopol tả ngạn" trước khi đổi tên vào năm 1864.
Vào tháng 5 năm 1968, trong cuộc biểu tình của sinh viên, nằm gần với Sorbonne, "Boul' Mich'" cũng là một trong những địa điểm chính của cuộc đối đầu giữa sinh viên và cảnh sát. Vụ việc kéo dài hơn một tháng, đại lộ bị nghẽn lại bởi các chướng ngại vật và xe thùng của cảnh sát chống bạo động.

## Kéo dài tới biển
Một ứng cử viên chính trị trong cuộc tranh cử đã hứa với các cử tri là sẽ kéo dài đại lộ Saint-Michel tới tận biển. Tới thời kỳ Đệ tứ cộng hòa - 1946 đến 1958 - ứng cử viên Tổng thống Ferdinand Lop nhắc lại ý tưởng đó. Khi được hỏi, Ferdinand Lop trả lời: "Sẽ kéo dài tới tận biển, về cả hai phía".